# Athalamia pinguis
Athalamia pinguis är en bladmossart som beskrevs av Hugh Falconer. Athalamia pinguis ingår i släktet Athalamia och familjen Cleveaceae. Inga underarter finns listade i Catalogue of Life.